# Katzbach (Waldmünchen)
Katzbach ist ein Ortsteil der Stadt Waldmünchen im Landkreis Cham des Regierungsbezirks Oberpfalz im Freistaat Bayern.

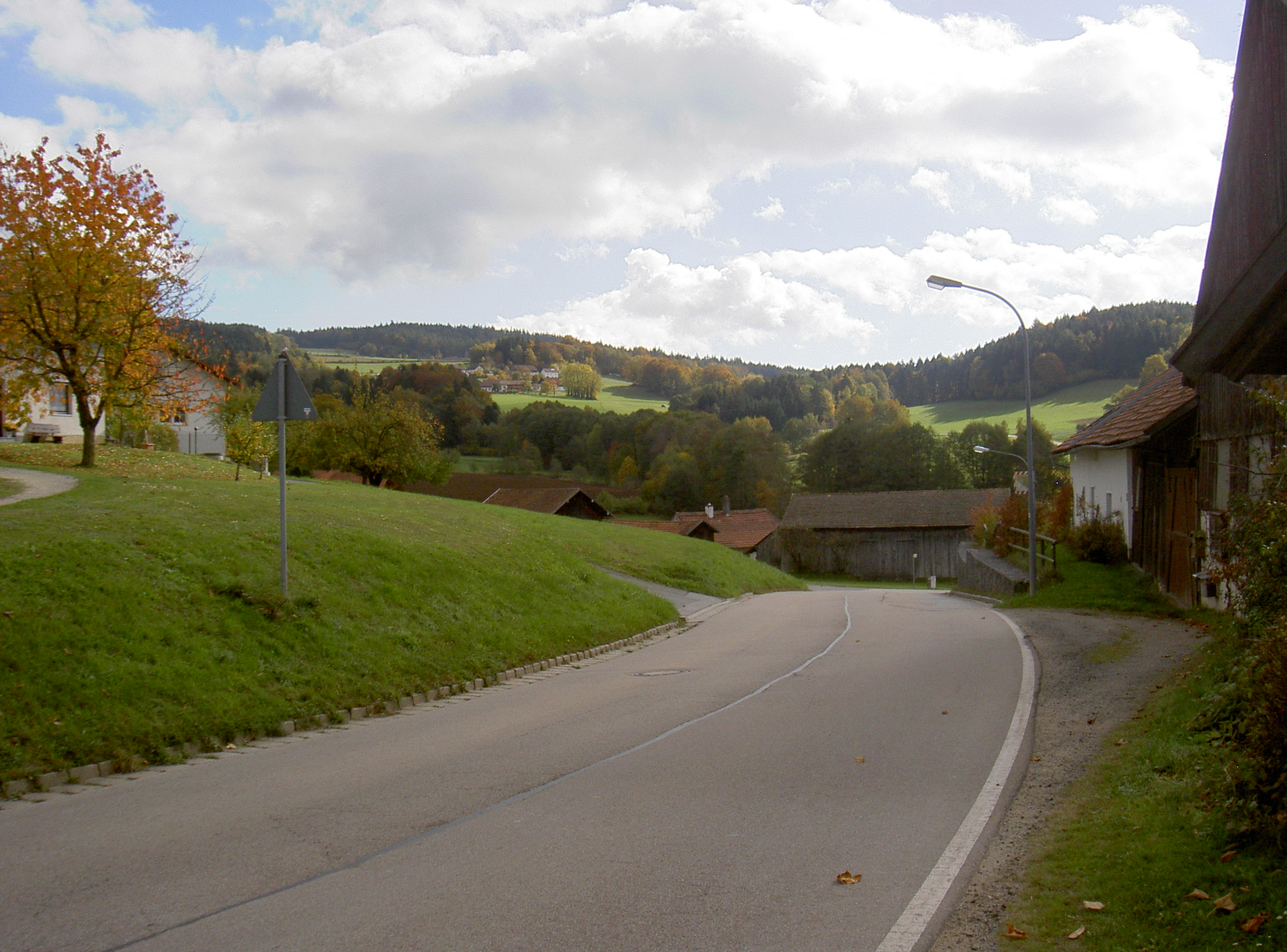
Katzbach

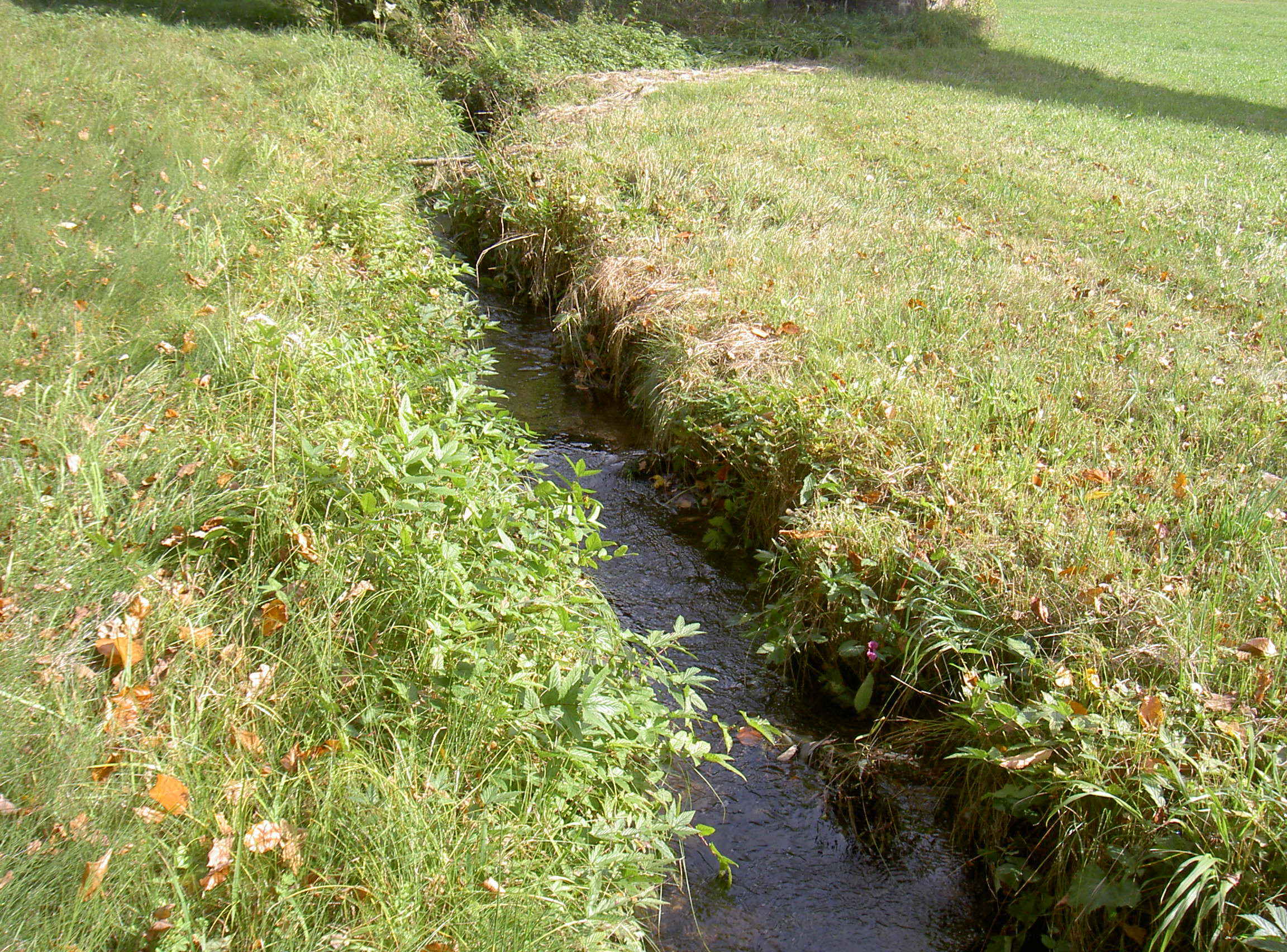
Der Bach Katzbach beim Ort Katzbach

## Geografie
Katzbach liegt an der Bahnstrecke Cham–Waldmünchen und an der parallel zur Bahnlinie verlaufenden Staatsstraße 2146, 7,7 Kilometer südlich von Waldmünchen und 8 Kilometer südwestlich der tschechischen Grenze. Östlich von Katzbach erstreckt sich in Nordsüdrichtung der Gebirgsstock Prosdorfer Forst mit mehreren über 700 Meter hohen Gipfeln. Direkt östlich von Katzbach erheben sich der Kathifelsen (752 Meter), der Arberblick (760 Meter) und der Vordere Hiener (781 Meter). An den Westhängen dieser Berge entspringen die Quellen des Lohgrabens. Der Lohgraben fließt Richtung Westen in die Ortschaft Katzbach hinein, wo er seinen Namen in Katzbach ändert und seinen Lauf Richtung Süden fortsetzt. Er mündet am westlichen Ortsrand von Cham in den Regen.

## Name
Katzbach ist ein sehr häufiger Name sowohl für Ortschaften als auch für Gewässer. Allein in Bayern gibt es vier Ortschaften und vier Bäche dieses Namens. Eine weitere Ortschaft namens Katzbach liegt nur 9,6 Kilometer südlich von der in diesem Artikel beschriebenen Ortschaft am westlichen Ortsrand von Cham, wo der Bach Katzbach in den Regen mündet.

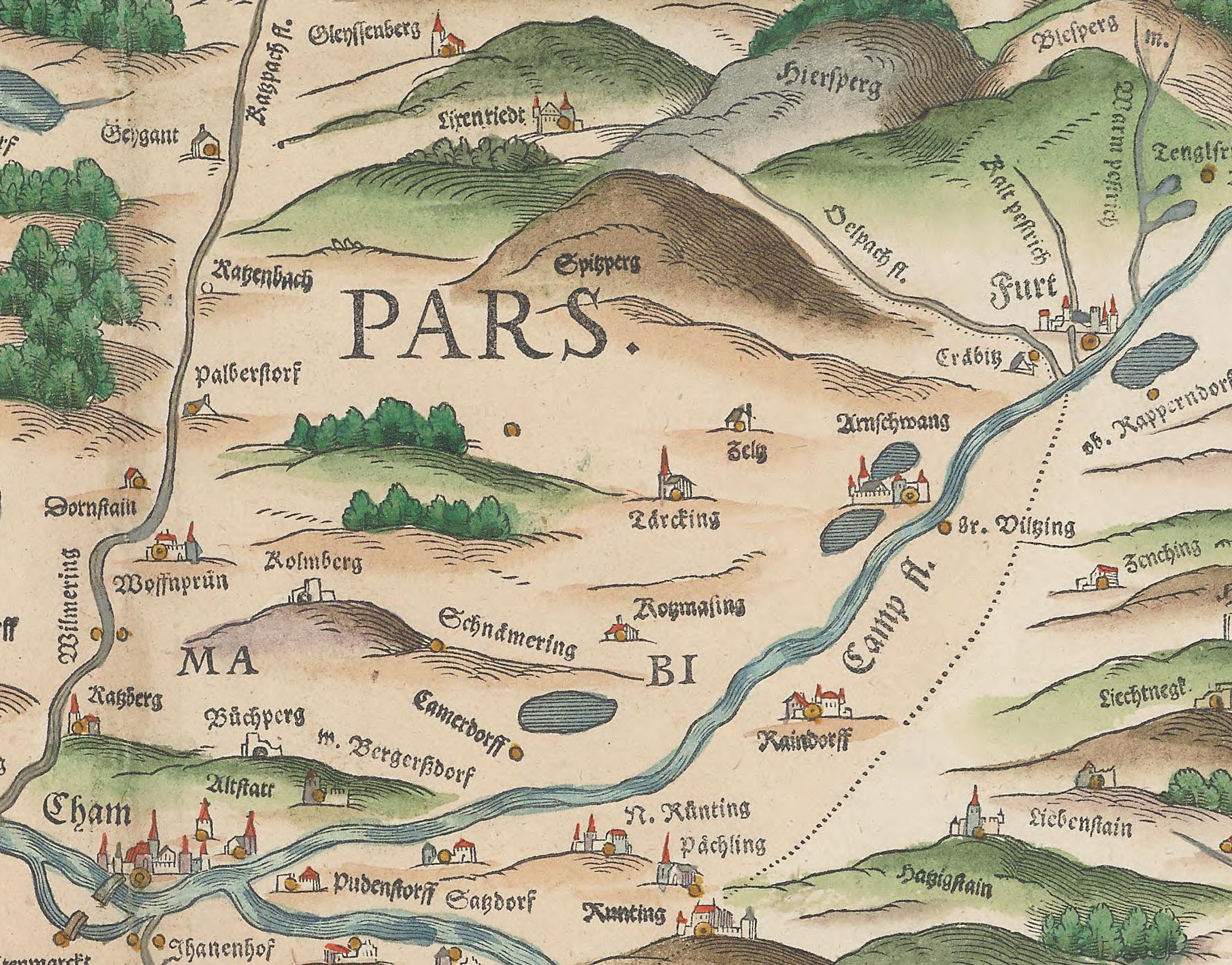
Katzbach auf der Apian-Karte von 1568

## Geschichte
Katzbach (auch: Kazbach, Chatzbach, Chatzpach, Khazbach) gehört zu den auf -bach endenden Orten, die als Zeugen eines frühen Vordringens in das Waldland dem 10. und 11. Jahrhundert zugeordnet werden. 1125 und 1160 wird ein Rahewinus de Kazbach erwähnt. In Katzbach ist auf dem Turmhügel ein mittelalterlicher Burgstall erhalten. Er deutet auf einen frühen Adelssitz hin.
Katzbach wurde im Herzogsurbar des Wittelsbacher Heinrich XIII. aus dem Jahr 1301 erwähnt. Im 14. Jahrhundert wurde Pesel der Zenger als Leuchtenbergischer Lehenträger in Katzbach genannt. 1487 verkauften Ulrich von Waldau und seine Söhne ihre Güter in Katzbach an Sebastian Pflug.
1563 hatte Katzbach 15 Mannschaften. 1588 gab es in Katzbach 1 Hof, 10 Güter, 3 Sölden, 1 Mühle und 1 Inwohner. 1622 wurde Katzbach mit 16 Mannschaften und 1 Mühle erwähnt. 1630 wurden für Katzbach 1 Hof, 8 Güter, 1 Tafern, 1 Mühle, 2 Söldengütl, 2 Sölden, 1 Kleinhäusl, 2 bloße Häusl und 1 Inwohner aufgeführt. 1703 wurden in Katzbach 1 Hof, 10 Güter, 4 Sölden und 3 Häusler verzeichnet. 1808 hatte die Ortschaft 19 Anwesen, 1 Tafern, 1 Müller, 1 Zimmermann, 1 Leinweber und 1 Hüthaus.
1808 wurde die Verordnung über das allgemeine Steuerprovisorium erlassen. Mit ihr wurde das Steuerwesen in Bayern neu geordnet und es wurden Steuerdistrikte gebildet. Dabei wurde Katzbach Steuerdistrikt. Der Steuerdistrikt Katzbach bestand aus den Dörfern Katzbach, Häuslarn, Kühnried und den Weilern Eschlmais und Bonholz.
1820 wurden im Landgericht Waldmünchen Ruralgemeinden gebildet. Dabei wurde Katzbach mit 34 Familien Ruralgemeinde. Zur Ruralgemeinde Katzbach gehörten neben Katzbach das Dorf Kühnried mit 11 Familien sowie die Weiler Eschlmais mit 4 Familien und Roßhof mit 4 Familien. 1836 wurde der Gemeinde Katzbach die Gemeinde Häuslarn (17 Familien) mit Bonholz (3 Familien) angegliedert. Häuslarn hatte um diese Angliederung nachgesucht mit der Begründung, dass „die Gemeinde nur aus 12 Hausnummern bestehe und keines der Gemeindeglieder lesen oder schreiben könne.“
1972 schloss sich die Gemeinde Katzbach der Gemeinde Geigant an, welche 1978 nach Waldmünchen eingegliedert wurde.
Katzbach gehört zur Pfarrkuratie Geigant. 1997 hatte Katzbach 154 Katholiken.

## Einwohnerentwicklung ab 1820

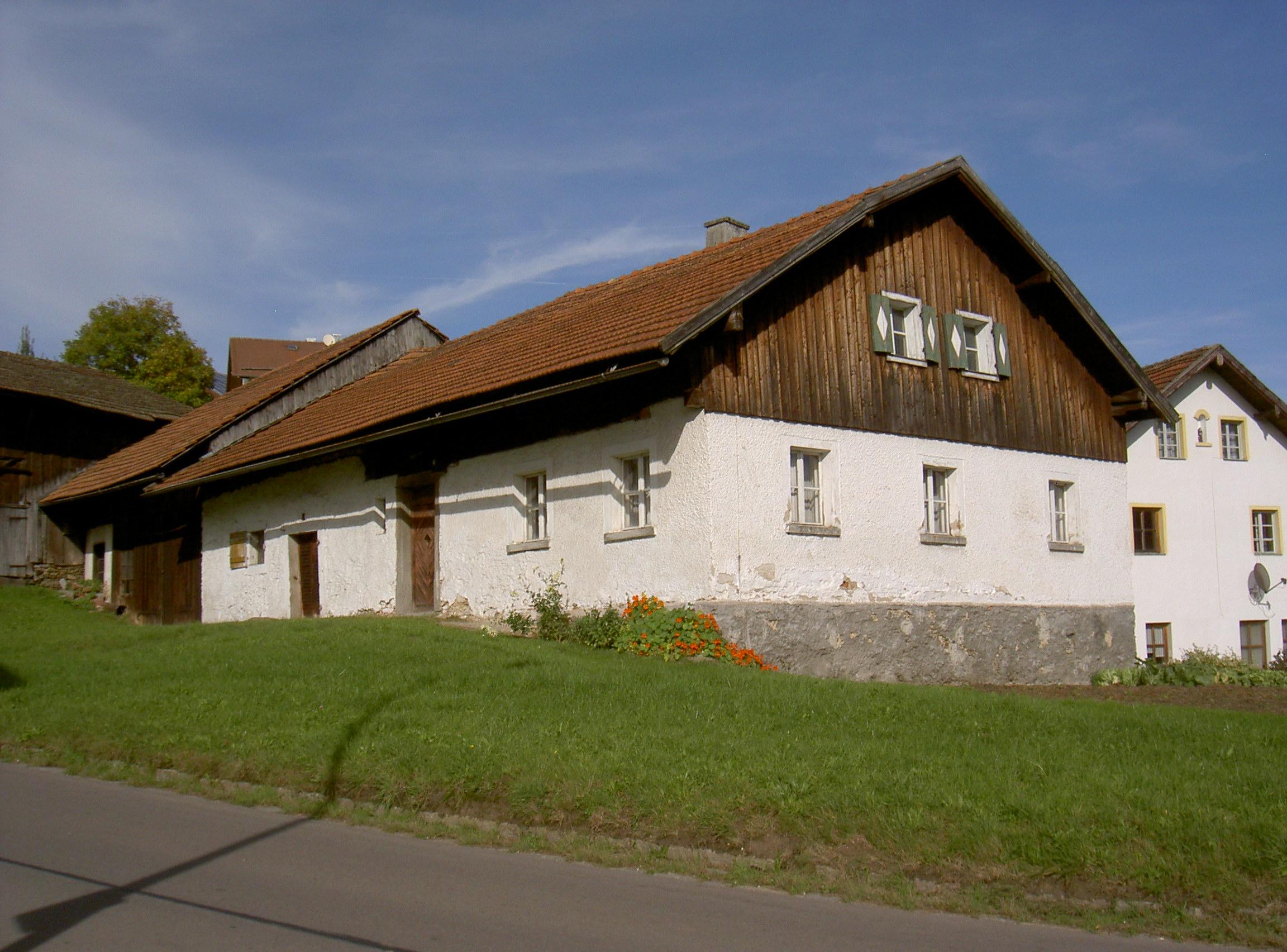
Katzbach, Waldlerhaus

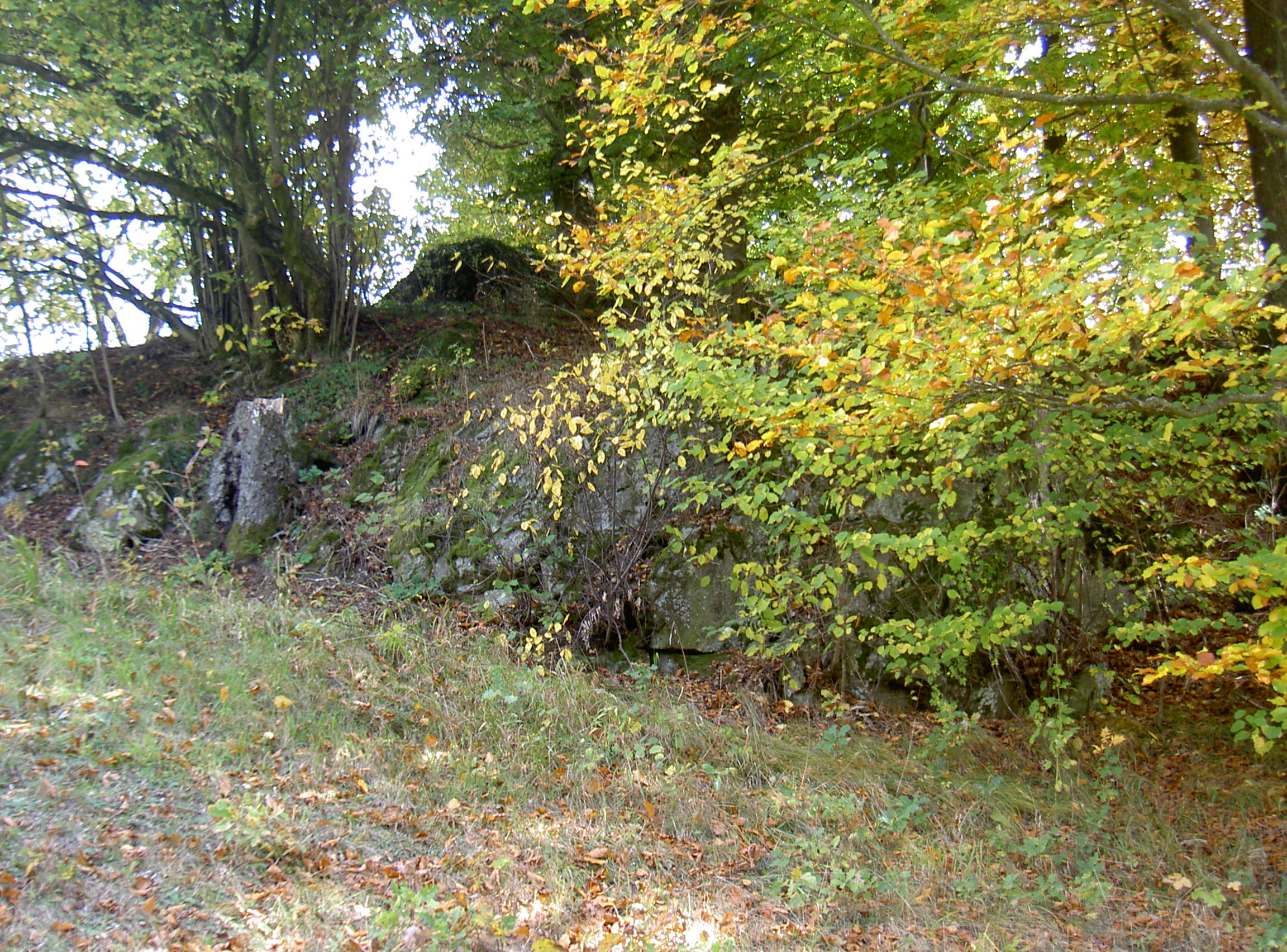
Katzbach, Turmhügel, Burgstall

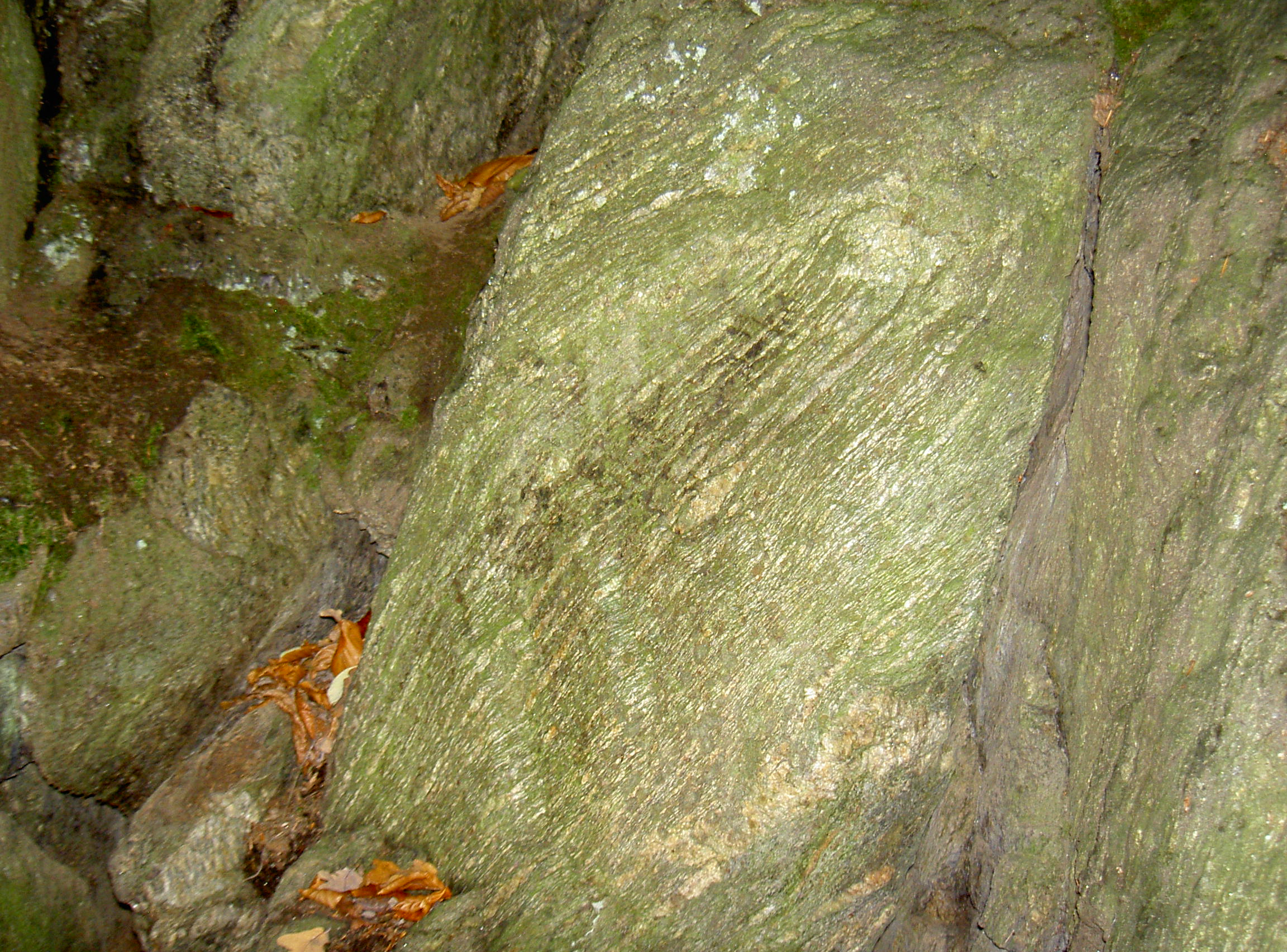
Katzbach, Felsen, Geotop

| Jahr | Einwohner   | Gebäude |
| ---- | ----------- | ------- |
| 1820 | 34 Familien | k. A.   |
| 1838 | 166         | 21      |
| 1861 | 192         | 59      |
| 1871 | 171         | 82      |
| 1885 | 138         | 23      |
| 1900 | 142         | 25      |
| 1913 | 135         | 20      |

| Jahr | Einwohner | Gebäude |
| ---- | --------- | ------- |
| 1925 | 128       | 20      |
| 1950 | 179       | 27      |
| 1961 | 153       | 28      |
| 1970 | 138       | k. A.   |
| 1987 | 139       | 34      |
| 2011 | 87        | k. A.   |

## Tourismus und Sehenswürdigkeiten
Östlich von Katzbach am Berghang verläuft der 178 Kilometer lange Pandurensteig.
In Katzbach 6 steht ein denkmalgeschütztes Waldlerhaus aus der 1. Hälfte des 19. Jahrhunderts mit der Denkmalnummer D-3-72-171-67. Der Turmhügel Katzbach am Westrand von Katzbach ist ein ausgewiesenes Bodendenkmal mit der Denkmalnummer D-3-6642-0007.
Ebenfalls am Westrand von Katzbach unterhalb des Turmhügels befindet sich ein Felsen, der ein ausgewiesenes Geotop ist mit der Nummer 372R031. Der Felsen besteht aus granatführendem metatektischem Gneis. Der Aufschluss zeigt diverse metamorphe Gefügeelemente. Zu sehen ist eine markante Bänderung durch Teilmobilisation (Metatexis), Quarzlinsen und Falten. Die roten Granatkristalle erreichen hier bis einen Zentimeter Durchmesser.